# Жуковка (Семендяевское сельское поселение)
Жуковка — деревня в Калязинском районе Тверской области. Входит в состав Семендяевского сельского поселения, население деревни 4 человека.

## География
Расположена на левом, высоком берегу реки Жабня, напротив деревни Зобово.
Ближайшие населенные пункты: Семендяево 3 км, Калязин 25 км.
Проложенной(асфальтированной) дороги к деревне нет.
По прямой до трассы Сергиев Посад — Череповец менее 1 км. Подъезд к а/м возможен только в объезд по мосту в селе Семендяево по сельской дороге.